# 말그라트데마르

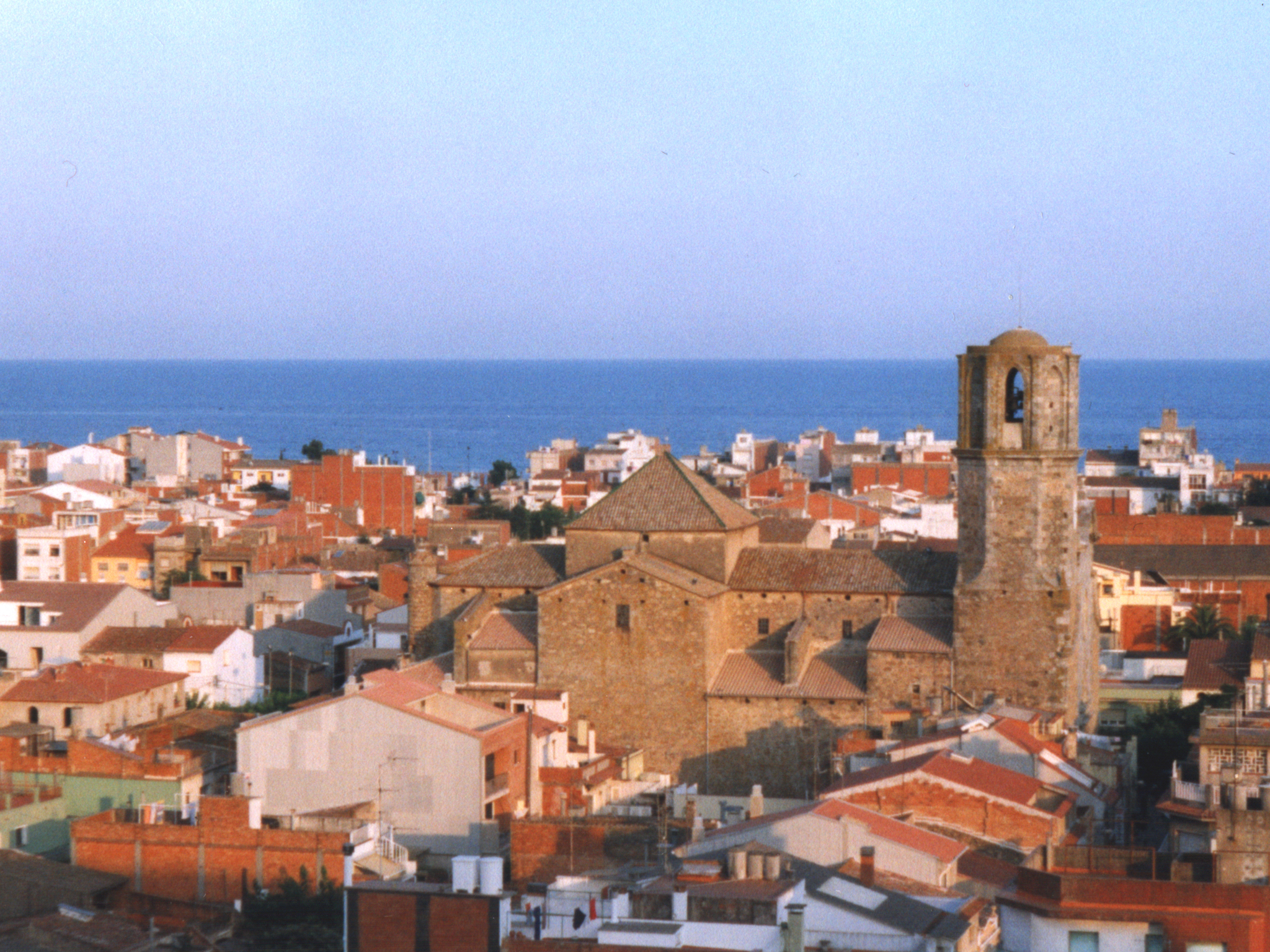
1999년 모습

말그라트데마르(Malgrat de Mar)는 스페인 카탈루냐 바르셀로나의 마레즈메의 지방자치체이다. 산타수산나와 블라네스 사이 브라바 해안에 위치해 있다.

## 자매 도시
- 니카라과 카르데나스
- 이탈리아 인치사인발다르노
- 스페인 모게르
- 프랑스 세이노드